# Palacio de San Carlo (Ciudad del Vaticano)
El Palazzo San Carlo es un palacio situado en la Plaza Santa Marta de la Ciudad del Vaticano que fue construido en 1932 en el sitio del edificio del Hospital de las Hermanas de San Carlo Borromeo y diseñado por el arquitecto Giuseppe Momo. Alberga la sede de la Autoridad de Supervisión e Información Financiera. En el palacio también residen varios eclesiásticos, entre ellos el cardenal Tarcisio Bertone.